# Tomaž Žemva
Tomaž Žemva, slovenski biatlonec, * 18. avgust 1973
Žemva je za Slovenijo nastopil na Zimskih olimpijskih igrah 1998 v Naganu, kjer je nastopil v teku na 10 in 20 km. 
Tomaž je vnuk olimpijskega tekmovalca v smučarskih tekih za Kraljevino Jugoslavijo, Lovra Žemve.